# أيرانق (شبلي)
أیرانق (بالفارسية: ایرانق) هي مستوطنة تقع في إيران في قسم شبلي الريفي. يقدر عدد سكانها بـ 2,616 نسمة .